# Ахмадов Апті Адланович
Апті́ Адла́нович Ахма́дов (чеч. Ӏадлани ВоӀ Апти; 4 червня 1961, Урус-Мартан, Урус-Мартанівський район, Чечено-Інгушська РСР, СРСР — 29 лютого 2000 року, Улус-Керт, Шатойський район, Чечня) — чеченський польовий командир, учасник Першої і Другої російсько-чеченської війни в 1994 — 2000 роках на боці Збройних сил Чеченської Республіки Ічкерія .

## Біографія
Народився 4 червня 1961 року в місті Урус-Мартан Чечено-Інгушської Автономної Радянської Республіки .
У 1992 — 1993 роках разом із братом Рамзаном Ахмадовим брав участь у війні в Абхазії в лавах батальйону Шаміля Басаєва .
Наприкінці грудня 1994 — на початку березня 1995 року брав участь у відбитті Новорічного штурму Грозного, займаючи позицію в «Будинку Музею».
Після загибелі свого брата Абдуррахмана Ахмадова у вересні 1999 року очолив його джамаат і взяв активну участь у Другій російсько-чеченській війні .
Загинув 29 лютого 2000 року поблизу села Улус-Керт Шатойського району Чечні в ході бою під Улус-Кертом .